# 藍湖 (紐西蘭)
藍湖（Blue Lake）是位於紐西蘭尼爾森湖國家公園內的一個小湖。在當地毛利人社群中，藍湖是一個信仰對象。藍湖以其清澈的湖水而著稱，是紐西蘭透明度最高的湖泊。藍湖水溫較低，全年水溫約在5至8 °C（41至46 °F）。